# Academia Sinica
Academia Sinica är den nationella vetenskapsakademin i Republiken Kina och är sedan 1949 förlagd i Nangang, en förort till Taipei i Taiwan. Institutionen delar historia med Kinas vetenskapsakademi på fastlandet.
Akademin grundades den 9 juni 1928 på uppdrag av Kuomintangregeringen i Nanking och den ledande akademikern Cai Yuanpei tjänstgjorde som dess första föreståndare. Efter Kuomintangs nederlag i det kinesiska inbördeskriget 1949 flyttades akademin till Taipei, där Hu Shi spelade en ledande roll för återuppbyggnaden av institutionen. Academia Sinicas rektor utses av Republiken Kinas president.
Academia Sinica är uppdelad i tre huvudsakliga divisioner, som i sin tur är uppdelade i ämnesinriktade institutioner.
1. Matematiska och naturvetenskapliga divisionen;
2. Medicinska divisionen;
3. Humanistiska och samhällsvetenskapliga divisionen.

## Föreståndare för Academia Sinica sedan 1938[1]
1. Cai Yuanpei, april 1928–mars 1940
2. Chu Chia-hua, september 1940–oktober 1957
3. Hu Shi, december 1957–februari 1962
4. Wang Shi-chieh, maj 1962–april 1970
5. Chien Shi-Liang, maj 1970–september 1983
6. Ta-You Wu, oktober 1983–januari 1994
7. Yuan T. Lee, januari 1994–oktober 2006
8. Chi-Huey Wong, oktober 2006–juni 2016
9. James C. Liao, juni 2016–

## Källa
1. ↑  Presidents of Academia Sinica Since Founding Arkiverad 11 oktober 2012 hämtat från the Wayback Machine.

- Historisk överblick från Academia Sinica